# Олекан
Олекан — село в Нерчинском районе Забайкальского края России. Административный центр и единственный населённый пункт сельского поселения «Олеканское».

## География
Село находится в северо-западной части района, на берегах реки Оли, вблизи места впадения в неё реки Олекан, на расстоянии примерно 50 километров (по прямой) к северо-западу от города Нерчинска. Абсолютная высота — 550 метров над уровнем моря.
Климат
Климат характеризуется как резко континентальный, с продолжительной холодной зимой. Средняя температура самого тёплого месяца (июля) составляет 18 — 20 °С (абсолютный максимум — 38 °С). Средняя температура самого холодного месяца (января) — −28 — −30 °С (абсолютный минимум — −54 °С). Годовое количество осадков — 300—350 мм. Продолжительность безморозного периода составляет 100—110 дней.
Часовой пояс
Село Олекан находится в часовой зоне МСК+6. Смещение применяемого времени относительно UTC составляет +9:00.

## История
Основано в период между 1770 и 1780 годами оседлыми тунгусами и русскими крестьянами.

## Население
| 1989 | 2002 | 2010 | 2012 | 2013 | 2014 | 2015 |
| ---- | ---- | ---- | ---- | ---- | ---- | ---- |
| 975  | ↘951 | ↘884 | ↘868 | ↘843 | ↘837 | ↘813 |
| 2016 | 2017 | 2018 | 2019 | 2020 | 2021 |      |
| ↘793 | ↘769 | ↘757 | ↘742 | ↘734 | ↘725 |      |

Национальный состав
Согласно результатам переписи 2002 года, в национальной структуре населения русские составляли 99 % из 951 чел.

## Инфраструктура
В селе функционируют средняя общеобразовательная школа и фельдшерско-акушерский пункт.